# Navalla balística
La navalla balística  és una navalla de fulla desmuntable que es pot llançar des del mànec/marc com un projectil mitjançant un mecanisme accionat per ressort o impulsat per gas. Aquestes navalles han estat prohibides a tots els Estats Units des de 1986.

## Història
Les primeres navalles balístiques van ser fabricades a la Unió Soviètica a mitjans de la dècada del 70 per la companyia Ostblock, sent subministrats en grans nombres al grup de forces especials Spetsnaz. A inicis de la dècada de 1980 en van aparèixer còpies sense llicència als Estats Units.
Les navalles balístiques es van dissenyar per a emprar-les com a armes ocultes quan no és adequat emprar una arma de foc. La fulla pot quedar acoblada al mànec i ser emprada com un típic ganivet de fulla fixa, o ser llançada com un projectil en retirar un passador i pressionar un botó. El ressort d'aquests ganivets és prou poderós per llançar la fulla a uns 6 metres a més a 63 km/h (17.5 m/s).

## Legalitat als Estats Units d'Amèrica
Al contrari de les navalles automàtiques convencionals, la possessió de les quals és legal a més de trenta estats, les navalles balístiques són il·legals en tot el territori dels Estats Units d'Amèrica. Després de la prohibició de la venda de navalles balístiques mitjançant un estatut federal el 1986, el mànec llançador va estar disponible amb un petit garfi d'escalada o un garrot plegable d'alumini.

## En la cultura popular
Les navalles balístiques es poden emprar com a arma secundària en el videojoc Call of Duty: Black Ops i la seva seqüela Call of Duty: Black Ops 2.